# Ringinpitu (Plemahan)
Ringinpitu is een bestuurslaag in het regentschap Kediri van de provincie Oost-Java, Indonesië. Ringinpitu telt 2091 inwoners (volkstelling 2010).